# Starting Over (album)
Pour les articles homonymes, voir Starting Over.
Albums de SPEED
Rise
(29 avril 1998)
Singles
1. Body & Soul
Sortie : 5 août 1996
2. Steady
Sortie : 18 novembre 1996
3. Go! Go! Heaven
Sortie : 26 mars 1997

Starting Over est le premier album du groupe de J-pop SPEED, sorti en 1997.

## Présentation
L'album, écrit, composé et produit par Hiromasa Ijichi, sort le 21 mai 1997 au Japon sur le label Toy's Factory, dans un boitier spécial de type digipack. Il atteint la 1re place du classement des ventes de l'Oricon, et reste classé pendant 53 semaines, se vendant à près de deux millions d'exemplaires. Il restera le 3e album le plus vendu du groupe, derrière Moment et Rise qui sortiront l'année suivante.
Il contient douze titres, dont cinq déjà parus précédemment sur les trois premiers singles du groupe : Body & Soul (avec I Remember en face B) et Steady (avec Happy Together en face B) sortis en 1996, et Go! Go! Heaven sorti deux mois avant l'album (cette dernière chanson est cependant remaniée sur l'album). Le dernier titre de l'album est en fait un medley de deux des autres chansons, Starting Over et Walk This Way.
Les chansons-titres des trois singles figureront aussi sur la compilation du groupe qui sortira un an et demi plus tard, Moment, sur laquelle est également présente un autre titre de l'album, Luv Vibration (utilisé comme thème musical pour une publicité) ; elles seront aussi ré-enregistrées pour l'album de reprise Speedland de 2009. Huit des douze titres de l'album Starting Over figureront aussi sur les compilations d'adieu Dear Friends 1 et Dear Friends 2 de 2000, certaines dans des versions remixées.

## Liste des titres
Toutes les chansons sont écrites et composées par Hiromasa Ijichi, arrangées par Yasutaka Mizushima.
| 1.  | Walk This Way                                |                              | 2:39 |
| 2.  | Body & Soul                                  | 1er single                   | 5:01 |
| 3.  | Luv Vibration                                |                              | 4:14 |
| 4.  | Steady (STEADY)                              | 2e single                    | 5:17 |
| 5.  | Rakugaki (RAKUGAKI)                          |                              | 4:32 |
| 6.  | Sayonara wa ame no hi... (サヨナラは雨の日…) |                              | 4:31 |
| 7.  | Go! Go! Heaven (Album Version)               | 3e single (version remaniée) | 5:28 |
| 8.  | I Remember                                   | Face B du 1er single         | 4:38 |
| 9.  | Kiwi Love                                    |                              | 4:21 |
| 10. | Happy Together (HAPPY TOGETHER)              | Face B du 2e single          | 4:03 |
| 11. | Starting Over                                |                              | 5:25 |
| 12. | Starting Over (reprise) ~ Walk This Way      | Medley                       | 1:40 |